# (28785) Woodjohn
(28785) Woodjohn est un astéroïde de la ceinture principale d'astéroïdes.

## Description
(28785) Woodjohn est un astéroïde de la ceinture principale d'astéroïdes. Il fut découvert le 29 avril 2000 à Socorro (Nouveau-Mexique) par le projet LINEAR. Il présente une orbite caractérisée par un demi-grand axe de 2,58 UA, une excentricité de 0,04 et une inclinaison de 1,2° par rapport à l'écliptique.

## Compléments